# Magnacarina
Genre
Magnacarina est un genre d'araignées mygalomorphes de la famille des Theraphosidae.

## Distribution
Les espèces de ce genre sont endémiques du Mexique.

## Liste des espèces
Selon World Spider Catalog (version 17.5, 01/10/2016) :
- Magnacarina aldana (West, 2000)
- Magnacarina cancer Mendoza & Locht, 2016
- Magnacarina moderata Locht, Mendoza & Medina, 2016
- Magnacarina primaverensis Mendoza & Locht, 2016

## Publication originale
- Mendoza, Locht, Kaderka, Medina & Pérez-Miles, 2016 : A new genus of Theraphosid spider from Mexico, with a particular palpal bulb structure (Araneae, Theraphosidae, Theraphosinae). European Journal of Taxonomy, vol. 232, p. 1-28 (texte intégral).